# Barry Shulman
Barry Shulman (* 8. Mai 1946 in Seattle, Washington) ist ein professioneller US-amerikanischer Pokerspieler. Er gewann 2009 das Main Event der World Series of Poker Europe und ist insgesamt zweifacher Braceletgewinner der World Series of Poker.

## Persönliches
Shulman besuchte in den 1960er-Jahren das College und arbeitete anschließend rund 25 Jahre als Entwickler in der Immobilienbranche. Mitte der 1990er-Jahre zog er nach Las Vegas. 1998 kaufte Shulman das Card Player Magazin auf, dessen Vorsitzender und Herausgeber er bis heute ist. Sein Sohn Jeff (* 1975), der ebenfalls Pokerspieler ist und beim Main Event der WSOP 2009 den Finaltisch erreichte, leitet das Unternehmen als CEO. Neben ihm hat er noch einen weiteren Sohn namens Michael (* 1973), der als Autor arbeitet. In den Jahren 2005 und 2006 veröffentlichte Barry Shulman zwei Pokerbücher, die jeweils 52 Tipps zur Variante Texas Hold’em geben.

## Pokerkarriere

### Werdegang
Shulman begann während des Colleges mit dem Poker. Seine erste Geldplatzierung bei einem Live-Turnier erzielte er im Dezember 1993 im Aladdin Casino & Resort am Las Vegas Strip. Im Mai 1997 war der Brite erstmals bei der World Series of Poker (WSOP) im Binion’s Horseshoe in Las Vegas erfolgreich und erreichte bei einem Turnier in Pot Limit Hold’em den Finaltisch. Nachdem er auch in den Jahren 1998, 1999 und 2000 jeweils genau einmal in den Geldrängen landete, schaffte er es bei der WSOP 2001 ein Turnier in Seven Card Stud Hi-Lo Split Eight or Better zu gewinnen. Dafür setzte er sich gegen 229 andere Spieler durch und erhielt mehr als 120.000 US-Dollar Preisgeld sowie ein Bracelet. Im September 2001 gewann Shulman das Championship Event des Four Queens Poker Classic in Las Vegas und damit knapp 150.000 US-Dollar. Der Sieg beim Five Diamond World Poker Classic im Hotel Bellagio am Las Vegas Strip Anfang Dezember 2003 erbrachte ihm sein bis dahin höchstes Preisgeld von rund 235.000 US-Dollar. Ende September 2009 gewann der Brite das Main Event der World Series of Poker Europe in London. Für den Sieg bekam er sein zweites Bracelet sowie gut 800.000 britische Pfund. Anfang 2010 belegte Shulman beim Main Event des PokerStars Caribbean Adventures, das im Rahmen der North American Poker Tour ausgetragen wurde, den dritten Platz und gewann dabei sein bisher größtes Preisgeld in Höhe von 1,35 Millionen US-Dollar. Bei der WSOP 2019 belegte er beim Event der Super Seniors den zweiten Platz und erhielt mehr als 220.000 US-Dollar. Knapp einen Monat später wurde er bei einem Double-Stack-Turnier der Serie Dritter und sicherte sich rund 240.000 US-Dollar.
Insgesamt hat sich Shulman mit Poker bei Live-Turnieren knapp 6 Millionen US-Dollar erspielt.

### Braceletübersicht
Shulman kam bei der WSOP 60-mal ins Geld und gewann zwei Bracelets:
| Jahr   | Buy-in   | Turnier                           | Teilnehmer | Preisgeld |
| ------ | -------- | --------------------------------- | ---------- | --------- |
| 2001 E | 01.500 $ | Limit 7 Card Stud Hi/Lo           | 230        | 123.820 $ |
| 2009 E | 10.000 £ | Main Event No-Limit Texas Hold’em | 334        | 801.603 £ |

## Werke
- Buch 52 Tips for Texas Hold’em Poker, 2005, ISBN 0-9758953-0-3
- Buch 52 Tips For No-Limit Texas Hold’em Poker, 2006, ISBN 0-9758953-1-1